# خطوط نازکا

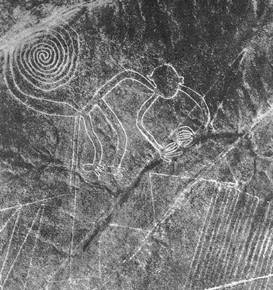

خطوط نازکا مجموعه‌ای از خطوطی است که در صحرای نازکا، یک دشت بایر واقع شده. این دشت ۸۰ کیلومتر بین شهرهای نازکا و پالپا در پرو کشیده شده. این خطوط توسط فرهنگ نازکا بین ۲۰۰ (پیش از میلاد) تا ۷۰۰ م خلق شده‌است.

## ساختن و ماندگاری خطوط

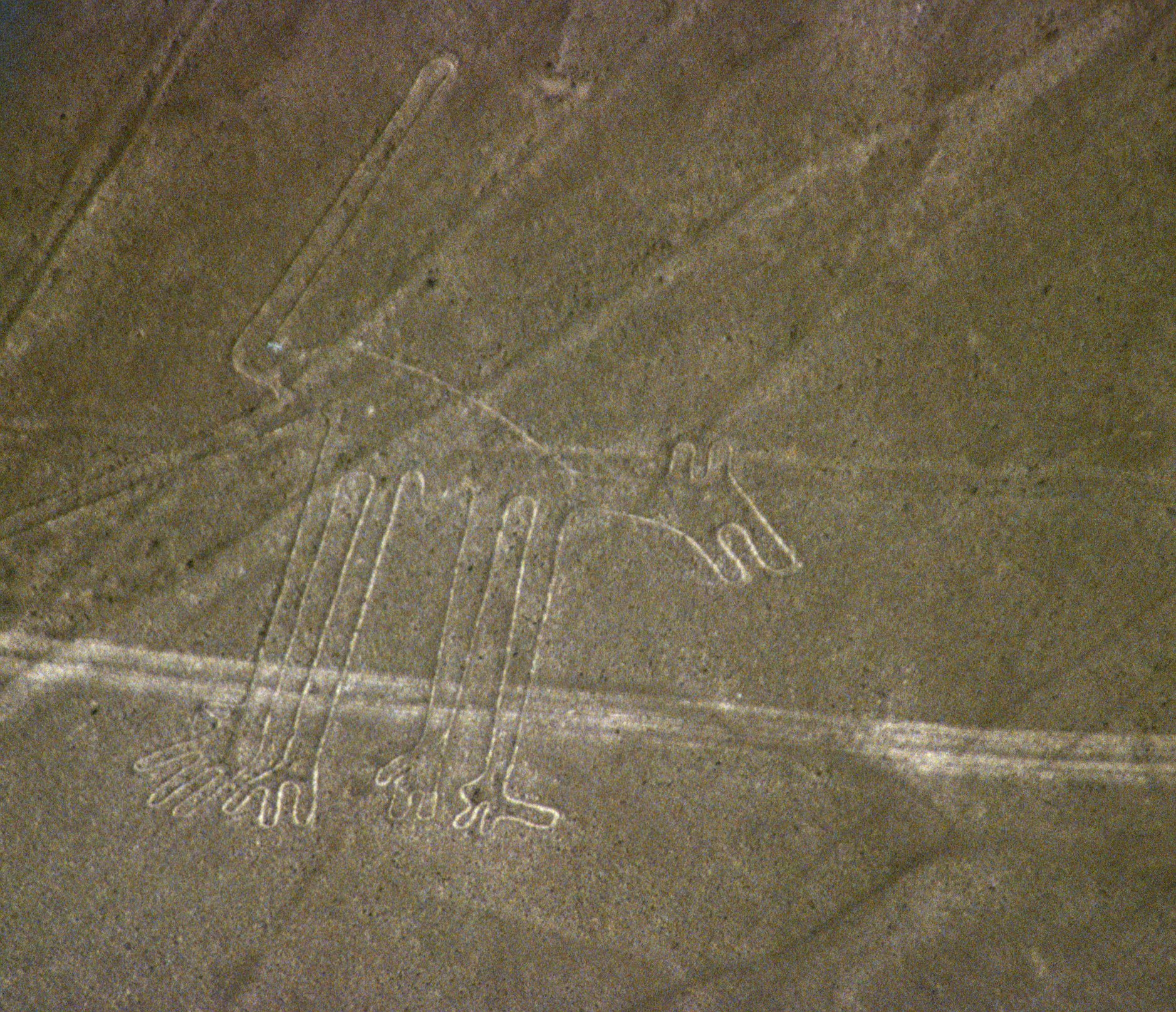
یکی از پیچیده‌ترین اشکال نازکا

این خطوط با برداشتن سنگ‌ریزه‌هایی با پوشش اکسید آهن که سطح صحرای نازکا را پوشانده، ساخته شده‌است. در جاهایی که این سنگفرش برداشته شده، تضادی با رنگ روشن سطح زیری به وجود می‌آمد.
در این دشت چند صد خط ساده و شکل‌های هندسی و همچنین بیش از ۷۰ شکل حیوان، حشره و انسان وجود دارند. مساحتی که این خطوط را پوشش می‌دهد، تقریباً ۵۰۰ کیلومتر مربع بوده‌است و بزرگ‌ترین شکل‌ها در حدود ۲۷۰ متر درازا دارد. این خطوط به دلیل خشکی بسیار زیاد، باد کم و شرایط آب و هوایی ثابت منطقه نازکا، باقی‌مانده‌اند. صحرای نازکا که یکی از خشک‌ترین مناطق زمین است و دمای آن در تمام سال در حدود ۲۵ درجه سانتیگراد می‌باشد، و همچنین کمبود باد کمک کرده این خطوط تا به اکنون قابل رویت باقی نگهداشته شوند.

## فرضیه‌ها، سازندگان و تکنیک‌ها
از زمان کشف این خطوط تخیلاتی در رابطه با شیوه‌ها و انگیزه‌های ایجاد آنها، پیشنهاد شده. توضیح باستان‌شناسی در مورد اینکه چه کسی آن‌ها را ساخته: برای مثال اینکه مردم نازکا خطوط را با استفاده از وسایل ساده و تجهیزات زمین‌پیمایی و نقشه‌برداری ایجاد کرده‌اند. تیرک‌های چوبی در انتهای برخی خطوط (که برای آزمایش کربن ۱۴ مورد استفاده واقع شده) و سفال‌هایی که در برخی از مناطق نازکا پیدا شده، این فرضیه را نادرست می‌دانند. علاوه بر این محققان از جمله جو نیکل با استفاده از تکنولوژی ساده که در دسترس مردم نازکا بوده، و بدون دید هوایی شکل‌ها را دوباره ایجاد کرده. با نقشه‌های دقیق و تکنولوژی ساده یک تیم از افراد توانستند حتی اشکالی بزرگ‌تر را در طی چندین روز خلق کنند.
البته برخی نظریه پردازان نیز با اشاره به اینکه مردم دوران باستان قادر به خلق چنین خطوطی با استفاده از ابزارهای ابتدایی نبوده‌اند آن‌ها را به موجودات فرازمینی نیز نسبت می‌دهند

## دلایل

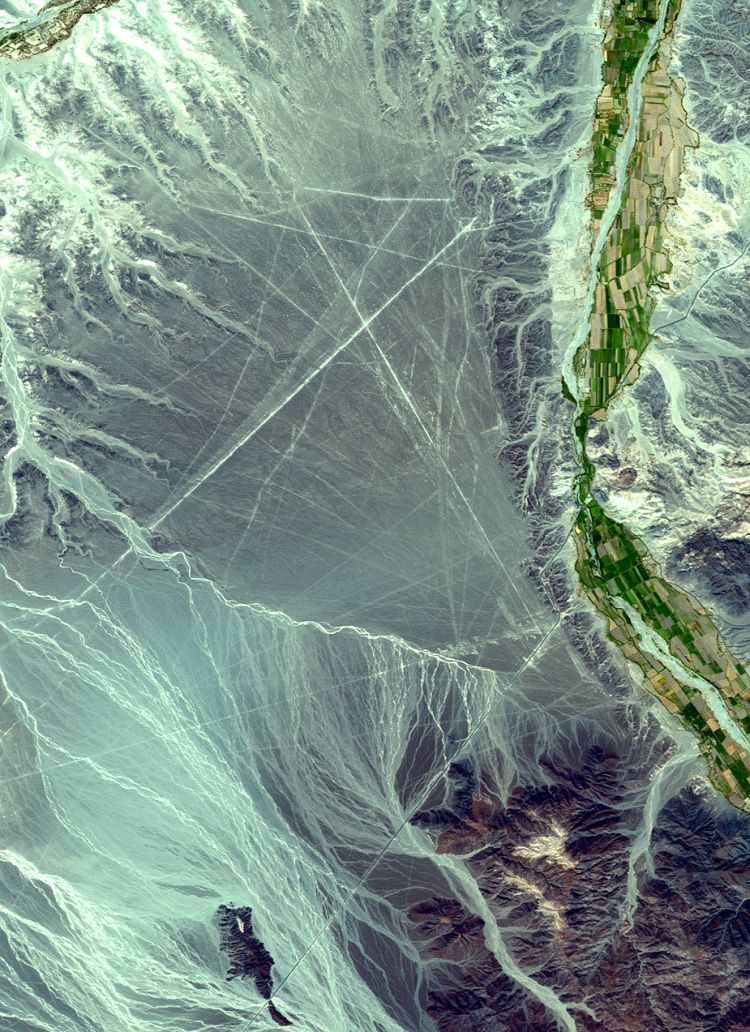
عکس ماهواره‌ای از یک منطقه در نازکا

مدارک موجود کمی در خصوص علت اشکال ساخته شده وجود دارد. از این رو، انگیزه مردم نازکا، ماندگارترین راز خطوط می‌باشد. بسیاری محققان عقیده دارند که انگیزه مردم نازکا، مذهبی بوده. یعنی خلق اشکالی که تنها خدایان از آسمان قادر به دیدن آن‌ها به‌طور واضح هستند.
فرضیه دیگری وجود دارد که مردم نازکا می‌خواستند تا به مناطقی که در افق دور واقع شده، جایی که خورشید و دیگر اجرام آسمانی طلوع یا غروب می‌کنند، اشاره کنند. این فرضیه توسط دو محقق ارزیابی و بررسی شد و هر دو نتیجه گرفتند که مدارک کافی برای توجیه نجومی وجود ندارد.
در سال ۱۹۸۵ یک باستان‌شناس به نام جوهان رین هارد، اطلاعات باستان‌شناسی، قوم‌شناسی و تاریخی را منتشر کرد که اثبات می‌کرد که پرستش کوه‌ها و دیگر منابع آبی نقش مهمی را در اقتصاد و مذهب نازکا از زمان قدیم تا زمان اخیر بازی می‌کرده. او تئوری را ارائه داد که در آن ستایش خدایانی در ارتباط با فراوانی آب و حاصلخیزی محصول، توجیه می‌شوند. همچنین ادعا شده که این خطوط به عنوان راه‌های مقدسی بودند که به خدایانی منتهی می‌شدند. این خدایان در آن نقطه عبادت می‌شدند؛ و اشکال نیز به عنوان موضوعاتی نمادین برای طلب کمک از خدایان بودند.
دیوید جوهانسون پژوهشگر دیگری بود که خطوط نازکا و ارتباط آشکار آن‌ها را با آبراه‌های زیر زمینی مورد بررسی قرار داده. جوهانسون برای ردیابی این تونل‌های آبی، گمانه زنی کرد و ادعا کرد که خطوط بیانگر اینست که آیا زمین دارای آب هست یا نه. مناطق با بیشترین اشکال در حدود مناطقی با بیشترین مقدار آب زیرزمینی تمرکز یافته‌اند و معمولاً نزدیک به چاه‌ها و دیگر منابع آبی هستند. نظری که جوهانسون ابراز می‌کند اینست که ساکنانی که در یک چنین منطقه خشکی زندگی می‌کنند باید زمان زیادی را برای یافتن منابع آبی می‌گذراندند. به‌وسیله خلق یک نقشه با مقیاس بزرگ، می‌توانستند به‌طور دقیق بفهمند که کجا می‌توانند آب پیدا کنند. این خطوط بعداً اشکال مذهبی برای خدایان یا نام‌هایی که به هر یک از منابع آبی داده شد، تبدیل شد.
رابین ادگا (کسوف‌شناس) فرضیه داد که خطوط نازکا، خصوصاً اشکال حیوانی، انسانی و گل‌ها یک واکنش باستانی به اصطلاح «چشمان خدا» است که در طی یک کسوف کامل در آسمان آشکار می‌شود. یک سلسله از کسوف کامل که در سرتاسر جنوب پرو به وقوع پیوست، با زمانیکه خطوط و اشکال نازکا خلق شده بود، هم‌زمان بوده. یک خورشید گرفتگی کامل به‌طور واضح شبیه مردمک چشم و عنبیه یک چشم غول پیکر است در حالیکه به پایین نگاه می‌کند. تئوری دیگری ادعا می‌کند که خطوط نازکا باقی‌مانده «معابد راه رونده» هستند جاییکه یک گروه بزرگ از عبادت کنندگان در امتداد یکی از خطوط که وقف شده برای یک ذات مقدس بوده، راه می‌رفتند. ساکنان دهکده‌های محلی می‌گویند که ساکنان قدیمی، تشریفاتی را روی این راه‌ها و اشکال انجام می‌دادند تا از خدایان تشکر کنند و ادامه داشتن باران و آب را از کوه‌های آند تضمین کنند.
همچنین بر طبق یک فرضیه از مایکل ویلانت، رساناهایی از جنس طلا یا مس روی زمین کشیده شده بود. این رساناها، به عنوان آنتن‌هایی برای جمع‌آوری فرکانس‌های بسیار پایین مگنت تلوریوم که در مناطق لرزه‌نگار مشخص تولید می‌شود، بوده‌است و این، چند روز قبل از وقوع زلزله اتفاق می‌افتاد. جنجالی‌ترین فرضیه مطرح شده دربارهٔ این خطوط توسط اریک فون دنیکن و در کتاب ارابه خدایان می‌باشد. او ادعا کرده که این خطوط در حقیقت فرودگاهی برای سفینه‌های فضایی بیگانه بوده.

## نگرانی‌های محیطی
مرکز ماریا ریچ یک سازمان مختص حفاظت از خطوط نازکا، آلودگی و فرسایش ناشی از جنگل‌زدایی اعلام کرده که این عوامل وجود ادامه‌دار این خطوط را تهدید می‌کند. این خطوط دارای عمق ۱۰ تا ۳۰ سانتیمتر هستند و می‌توانند به راحتی شسته شوند. همچنین این خطوط توانایی پایداری در مقابل باران‌های شدید را ندارند.

## نگارخانه

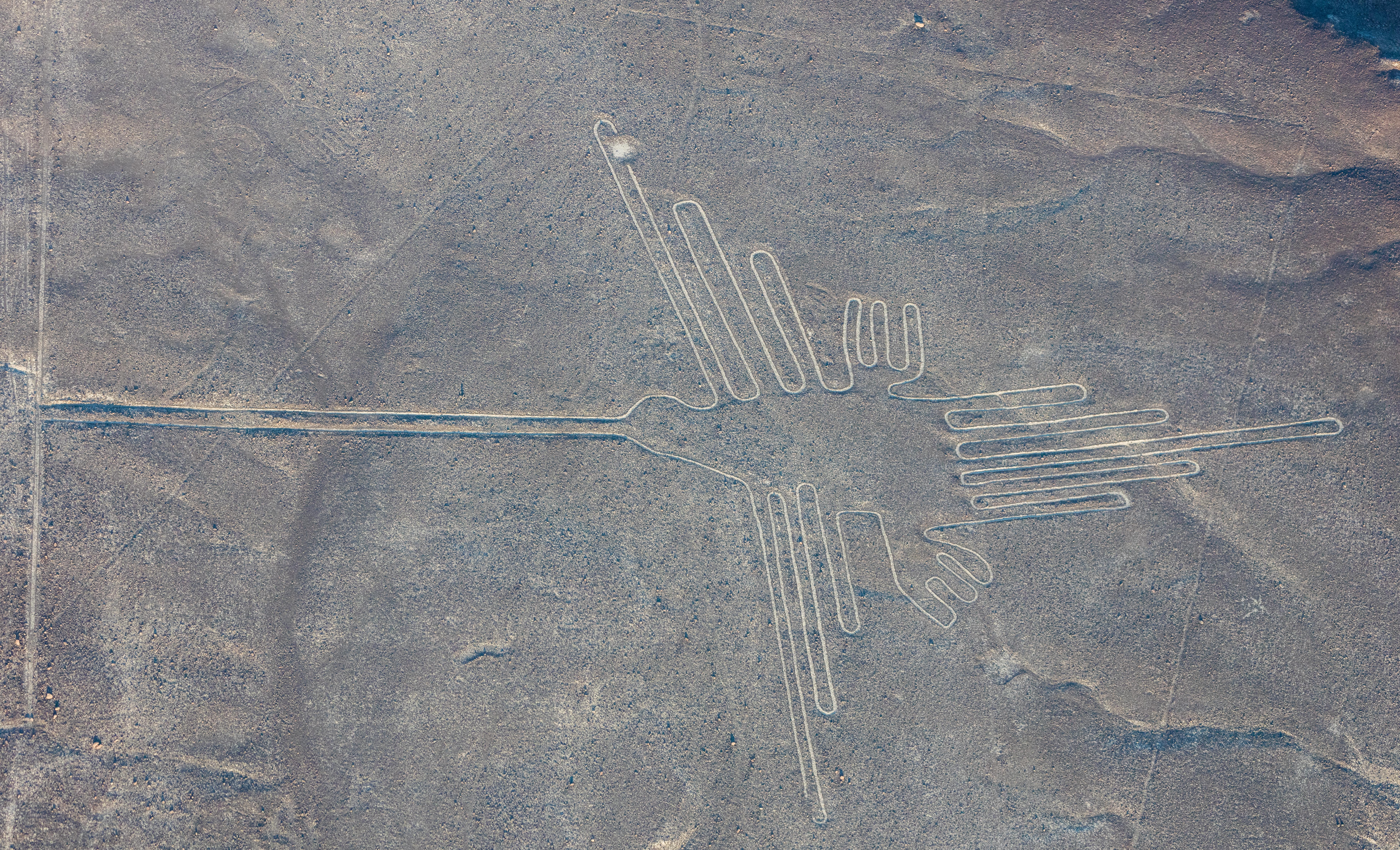
زمین‌نگارهٔ یک مرغ مگس‌خوار
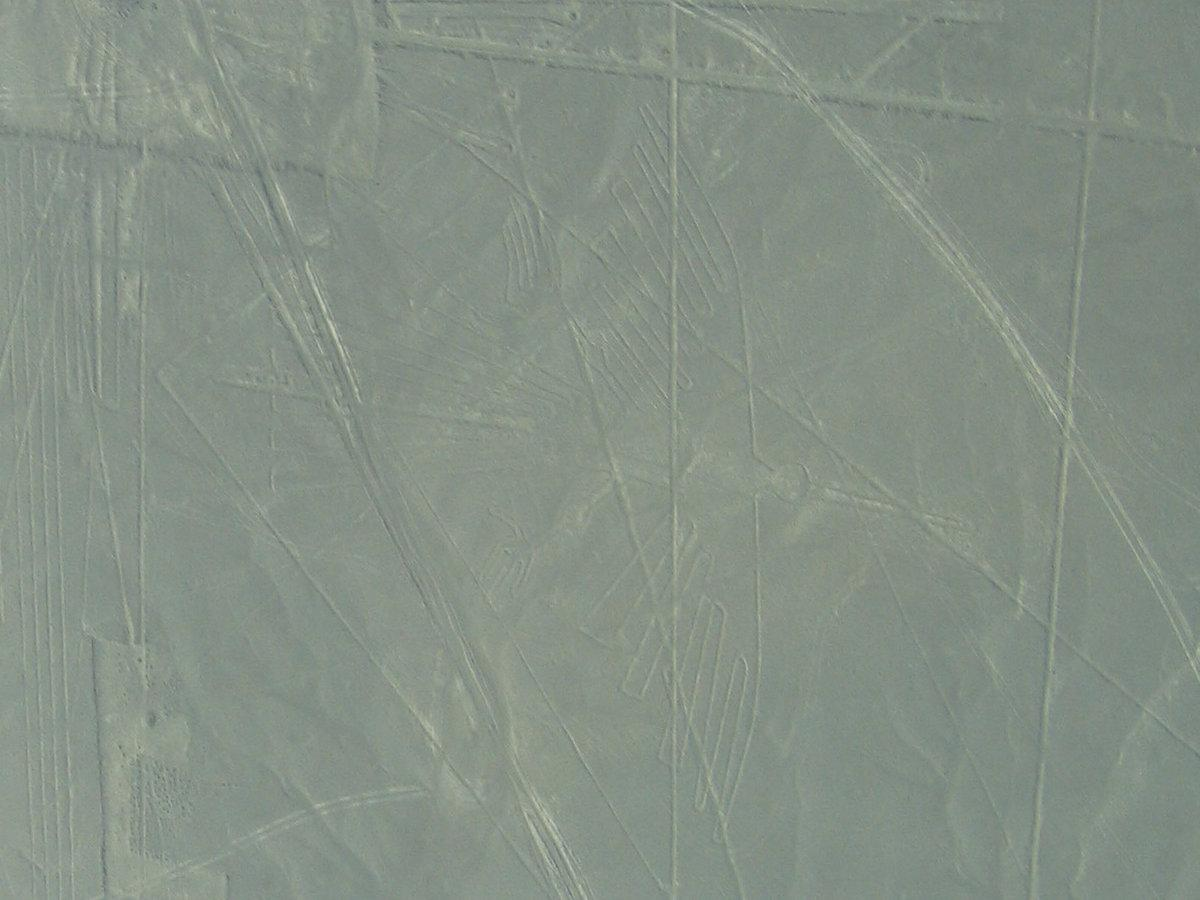
نگاره پرنده
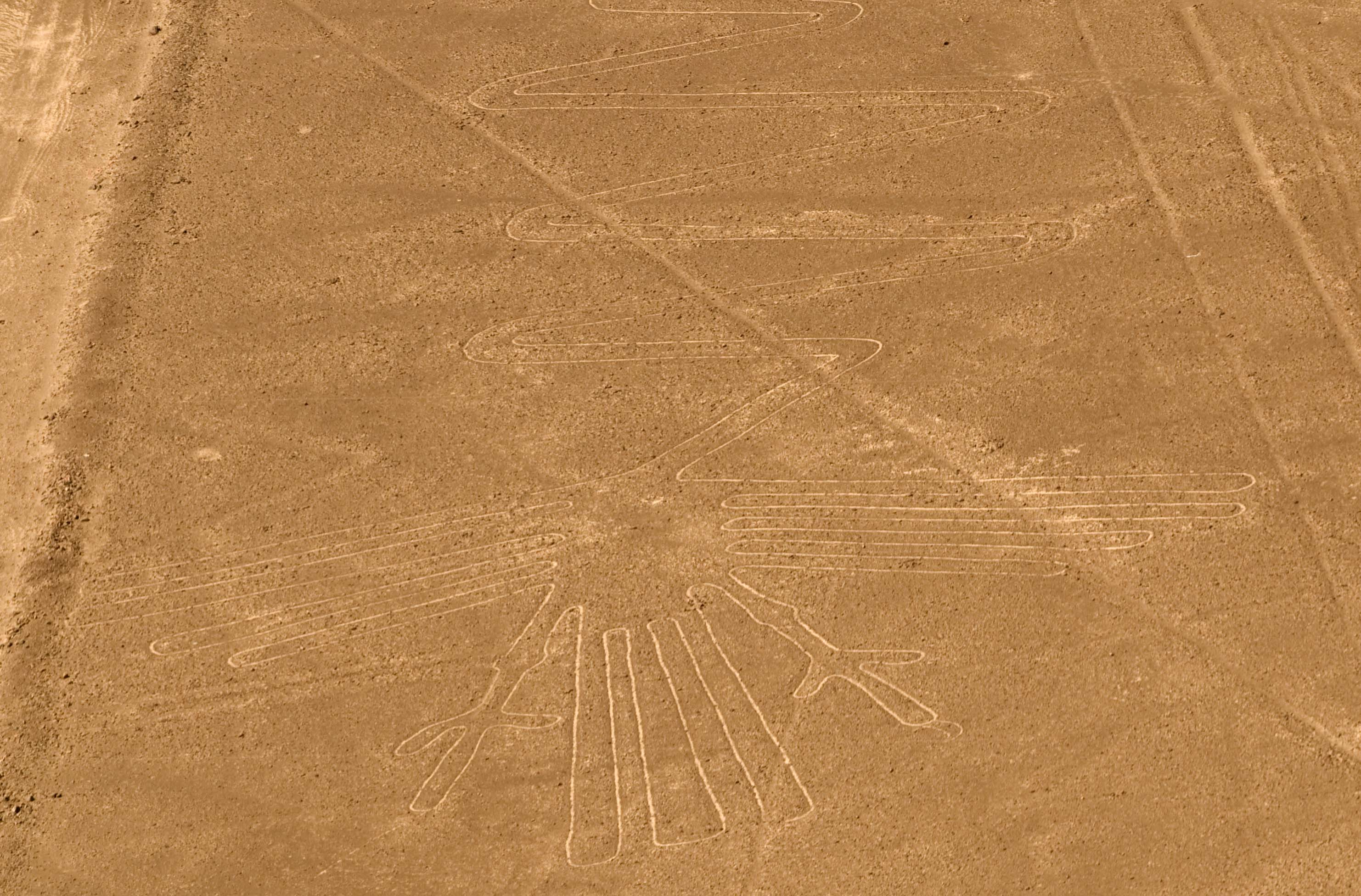
نگاره یک پرنده که به صورت بسیار هنرمندانه تناوب بر روی سر حیوان نمایش داده شده‌است.
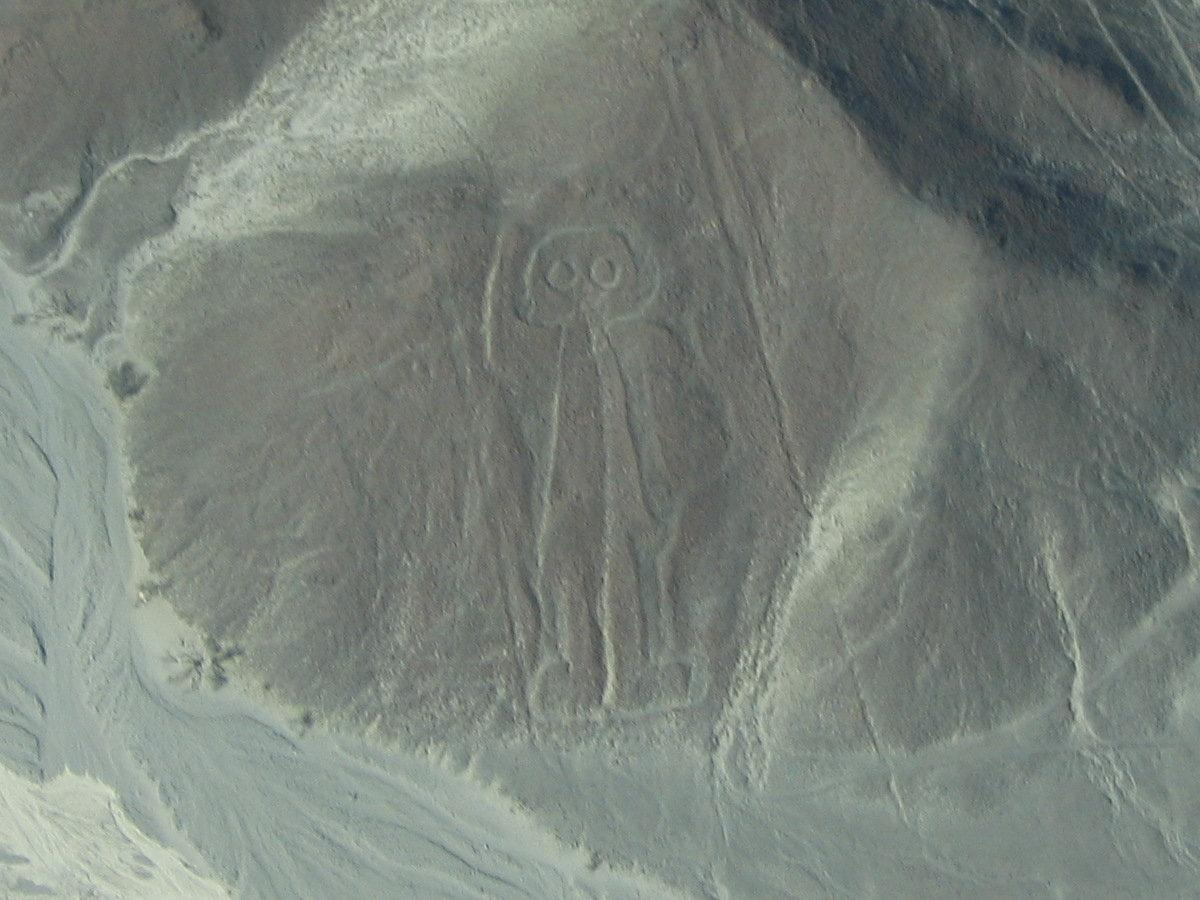
نگاره یک انسان
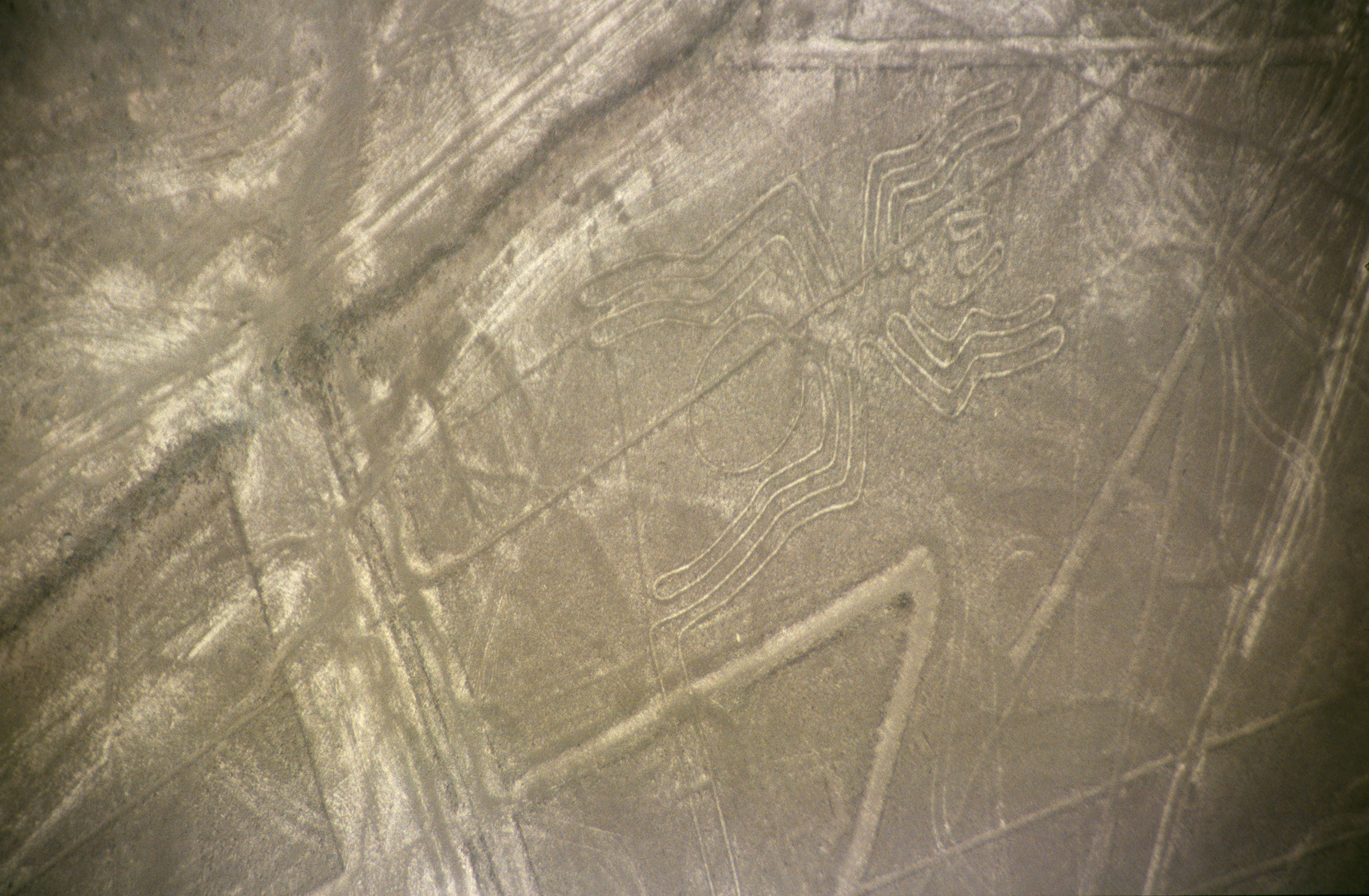
یک عنکبوت
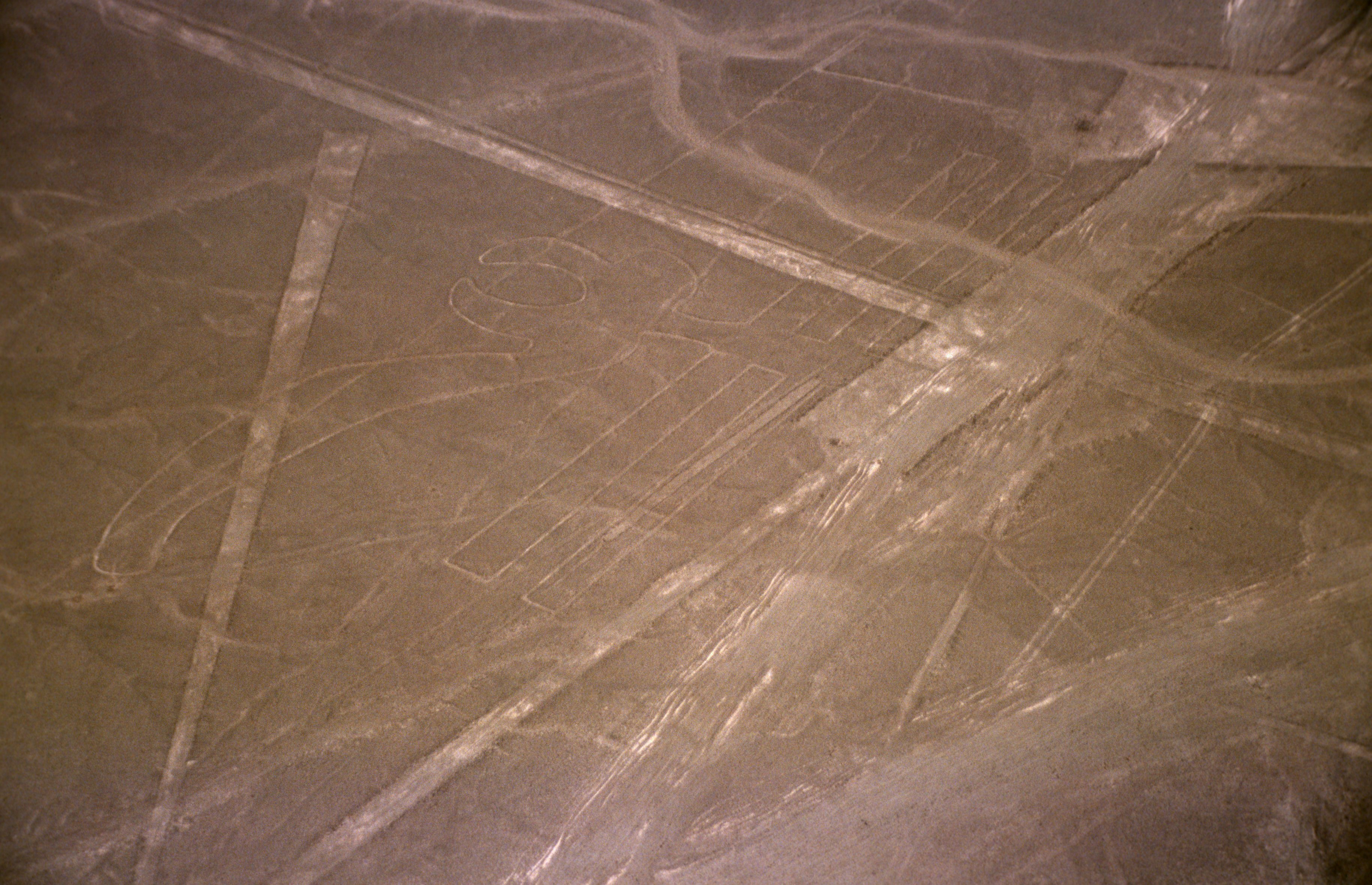
یک نگاره پلیکان مانند
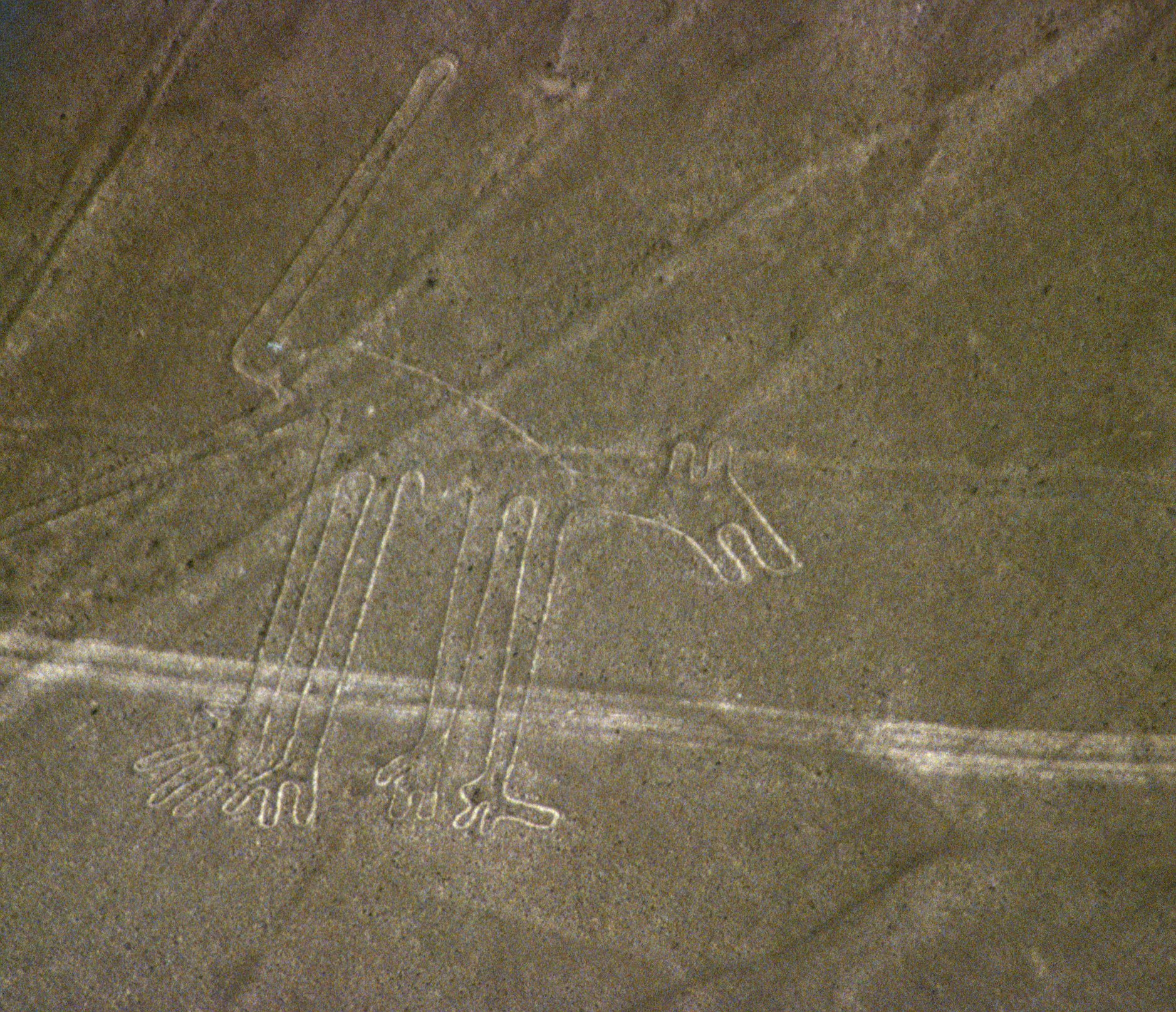
یک سگ
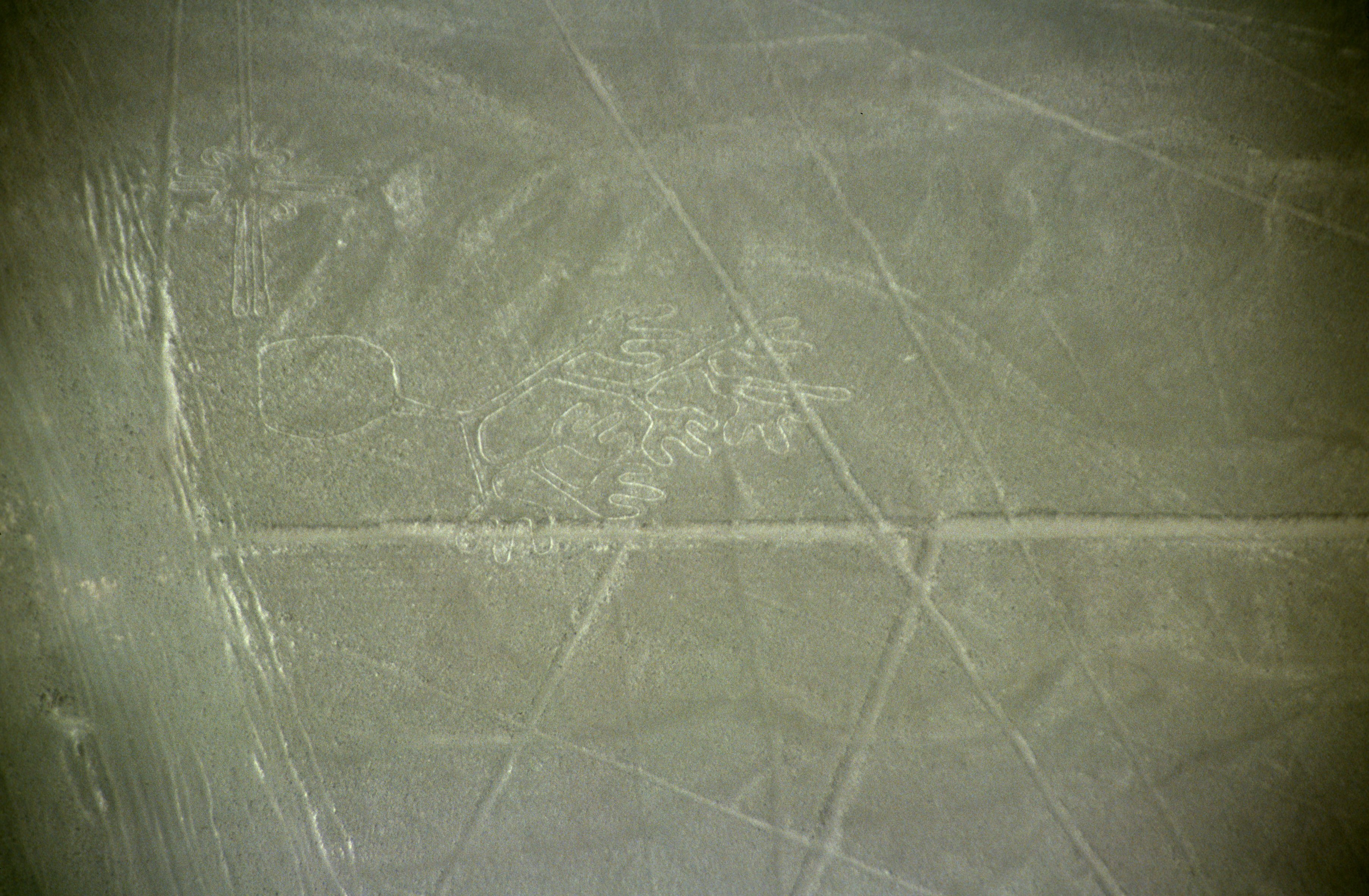
یک کاکتوس